# 高木雅行
高木 雅行（たかぎ まさゆき、1934年 - ）は、日本の生物学者。専門は感覚生理学。
大阪府生まれ。大阪大学理学部生物学科卒業。同大学院理学研究科修了。1962年阪大理学博士。大阪大学理学部助手、教養部助教授を経て清教学園教育研究所長。

## 著書
- 『図説生物の科学』朝倉書店 1986
- 『図説情報生物科学』朝倉書店 1988
- 『感覚の生理学』裳華房 生命科学シリーズ 1989
- 『味と匂いのよもやま話 猫は砂糖が甘くない?バラの香りは死の匂い?』裳華房 ポピュラー・サイエンス 1994
- 『タテジマ飼育のネコはヨコジマが見えない あるのに見えない、ないのに見える感覚と心の不思議』ソフトバンク サイエンス・アイ新書 2008

## 注
1. ↑  『タテジマ飼育のネコはヨコジマが見えない･･･』著者紹介